# لي إيلدر
لي إيلدر (بالإنجليزية: Lee Elder)‏ هو لاعب غولف أمريكي، ولد في 14 يوليو 1934 في دالاس في الولايات المتحدة.

## وصلات خارجية
- لي إيلدر على موقع رابطة لاعبي الغولف المحترفين (الإنجليزية)